# Мухортов, Захарий Николаевич
Захарий (Захар) Николаевич Му́хортов (1820—1876) — тайный советник, гофмейстер.

## Биография
Происходил из дворян. Родился 8 (20) августа 1820 года, в сельце Фёдоровке Малоархангельского уезда Орловской губернии, в семье отставного гвардии штабс-ротмистра Николая Васильевича Мухортова и его жены Аграфены Николаевны, потомственной дворянке Александровского уезда Екатеринославской губернии. В семье было четверо детей — два сына (Захарий и Павел) и две дочери (Наталья и Александра).
Со званием действительного студента окончил в 1840 году юридический факультет Императорского Санкт-Петербургского университета и 31 октября поступил на службу в Санкт-Петербургскую палату государственных имуществ . С 22 февраля 1860 года — действительный статский советник. В 1862 году получил звание камергера; с 28 марта 1871 года — гофмейстер. Состоял по Морскому министерству. Был почётным мировым судьёй по Лужскому уезду Санкт-Петербургской губернии.
Мухортов был вице-президентом Вольного Экономического общества; к нему многие обращались за консультациями по вопросам ведения сельского хозяйства. С 29 января 1853 года был действительным членом Императорского русского географического общества.
Тесно общался с писателями некрасовского журнала «Современник» (самим Н. А. Некрасовым, И. С. Тургеневым, Л. Н. Толстым, И. А. Гончаровым, А. В. Дружининым, И. И. Панаевым и другими).
Имел в собственности многочисленные земельные владения общей площадью в 13 500 десятин в трёх губерниях России: Орловской, Курской и Санкт-Петербургской. В наследство от отца ему достался конный завод. В августе 1878 и 1881 годов (в свой последний приезд в Россию) в мухортовском имении, где в то время проживали вдова Захара Николаевича Мухортова и два её сына — Николай и Захар, приезжал поохотиться И. С. Тургенев; 30 сентября 1878 года, уже из Буживаля, Тургенев написал А. А. Фету: «В течение последних двух лет я убил всего одну галку, и то не здесь, а в России, в Малоархангельском уезде, в имении госпожи Мухортовой, у которой я гостил».
Умер 25 марта (6 апреля) 1876 года в Санкт-Петербурге. Похоронен был 3 апреля 1876 года в селе Фёдоровка — по разрешению Консистории во Владимирском храме, с левой стороны от входа.
Современные источники указывают, что он дослужился до чина тайного советника. Действительно, в записи о смерти было указано, что скончался он в этом чине в возрасте 56 лет.

## Награды
российские
- орден Св. Анны 2-й ст. (06.12.1853); императорская корона к ордену (1856)
- орден Св. Владимира 3-й ст. (1864)
- орден Св. Станислава 1-й ст. (1866)

иностранные
- прусский орден короны 1-й ст. (1874)

## Семья
Женился 9 января 1855 года на дочери действительного статского советника Николая Ивановича Юханцова (7.10.1805—6.08.1870), Александре Николаевне. Их первый ребёнок, Николай, родившийся 29 ноября 1855 года, умер в младенческом возрасте. Второй сын, родившийся 24 августа 1860 года также был назван Николаем. Затем родились ещё два сына: 21 апреля 1862 года — Захарий, 26 ноября 1863 года — Георгий (умер 19 июля 1881 в Висбадене).